# Micah Levy
Micah Levy (Californië, ?) is een Amerikaans componist, muziekpedagoog, dirigent en hoornist.

## Levensloop
Levy studeerde aan de California State University - Fullerton en behaalde daar zijn Bachelor of Music als uitvoerend hoornist. Gedurende zijn studies was hij lid van het California State University, Fullerton Wind Ensemble en speelde mee in projectorkesten van de CBS televisie studios. Hij werkte een bepaalde tijd als freelance hoornist in de regio rond Los Angeles en speelde in orkesten en kamermuziekensembles. Verder werkte hij als docent aan de Pepperdine University in Malibu. Vervolgens studeerde hij aan het New England Conservatory in Boston (Massachusetts) en behaalde zijn Master of Music in orkestdirectie. Verdere studeerde hij aan het Peabody Institute of the Johns Hopkins University in Baltimore en behaalde een verdere Master of Music. Tegenwoordig voltooid hij zijn studies aan de Michigan State University in East Lansing bij Ricardo Lorenz en promoveert tot Ph.D. (Philosophiæ Doctor).
Hij ging weer terug naar Californië werd hij dirigent van het Orange County Chamber Orchestra. 11 seizoenen leidde hij dit orkest tot vreugde van het publiek en de critici. Hij was diverse malen gastdirigent bij orkesten in Europa. Hij werkte ook als gastdirigent met de Washington Chamber Symphony voor een concert in de John F. Kennedy Center for the Performing Arts in Washington, D.C.
Als componist schreef hij werken voor verschillende genres. Hij won onder anderen de Frank D. Willis Memorial Prize in Composition aan het Peabody Conservatorium in 2011.

## Composities

### Werken voor orkest
- Papilionoidea, voor altsaxofoon en strijkorkest (ook in een versie voor strijkkwartet of strijkkwintet)
- Roadrunner laughs at rattlesnake, voor dwarsfluit en strijkorkest (ook in een versie voor strijkkwartet of strijkkwintet)

### Werken voor harmonieorkest
- 2011 Joy (Mostly!) - won de 3e prijs tijdens de 2e Internationale Frank Ticheli compositie wedstrijd[2][3]

### Muziektheater

#### Toneelmuziek
- 2004 The probably untrue story of Mary (who) had a little lamb - tekst: Barbara F. King
- Peter Piper's Practical Principles of Plain and Perfect Pronunciation

### Kamermuziek
- 2010 Twelve meets three, voor dwarsfluit en strijkkwartet
- 2012 Romp!, voor hoornkwartet[4]

### Werken voor piano
- It seemed like a good idea at the time
- The monster, voor twee piano's

### Werken voor fagot
- An eggroll and a bite
- Sweet sixteenths
- Take five

### Filmmuziek
- Anansi & The Tug O' War
- Clever Monkey Rides Again
- Exiles and Homecomings
- Rooster's Night Out

### Multimedia producties
- 2007 Our Fathers Never Took us Fishing